# Bartl Stadler
Bartl Stadler (ur. 2 listopada 1959 roku w Wörgl im Tirol) – niemiecki kierowca wyścigowy.

## Kariera
Stadler rozpoczął międzynarodową karierę w wyścigach samochodowych w 1981 roku od startów w VW Castrol Europa Pokal, gdzie raz stanął na podium. Z dorobkiem trzydziestu punktów uplasował się tam na dziewiątej pozycji w klasyfikacji generalnej. W późniejszych latach pojawiał się także w stawce Europejskiej Formuły 2, Niemieckiej Formuły 3 oraz Europejskiej Formuły 3.
W Europejskiej Formule 2 Niemiec wystartował w wyścigu na torze Hockenheimring w sezonie 1983 z niemiecką ekipą Bertram Schäfer Racing. Ukończył ten wyścig na jedenastej pozycji. Został sklasyfikowany na 33. miejscu w końcowej klasyfikacji kierowców.